# Liste der Ehrenbürger von Bad Birnbach
Die Ehrenbürgerwürde ist die höchste kommunale Auszeichnung des Marktes Bad Birnbach. Der Marktgemeinderat ehrt damit Bürger, deren Wirken in die Geschichte des Marktes eingehen soll. Bislang wurden vier Personen zu Ehrenbürgern ernannt.
Hinweis: Die Auflistung erfolgt chronologisch nach Datum der Zuerkennung.

## Die Ehrenbürger des Marktes Bad Birnbach
1. Hans Putz (* April/Mai 1939)[1]
Bürgermeister
Verleihung am 5. Oktober 1984
Putz war seit 1966 Mitglied des Gemeinderates und 2. Bürgermeister. Von 1972 bis 1984 war er 1. Bürgermeister der Gemeinde Birnbach. In seine Amtszeit fiel die Erweiterung der Gemeinde im Rahmen der Gebietsreform. 1972/73 war er Mitinitiator der Thermalwasserbohrung, die die Fremdenverkehrsentwicklung in Birnbach einleitete. In Anerkennung der besonderen Verdienste und des hervorragenden treuen und fruchtbaren Wirkens für das Wohl der Gemeinde Birnbach wurde er zum Ehrenbürger ernannt.
2. Alfred Dick (1927–2005)
Staatsminister
Verleihung am 29. Januar 1988
Dick war von 1977 bis 1990 Bayerischer Staatsminister für Umweltfragen. Er war ein starker Fürsprecher der Erhebung des Ortes zum Markt.
3. Sebastian Schenk (1929–1998)
Bezirkstagspräsident
Beschluss am 3. November 1998
Von 1978 bis 1998 war Schenk Bezirkstagspräsident von Niederbayern. Er war Vorsitzender des Zweckverbandes Thermalbad Birnbach. Schenk starb vor der Verleihung der Ehrenbürgerschaft.
4. Erwin Brummer (* 20. Oktober 1939; † 26. September 2014)
Bürgermeister
Verleihung am 4. Oktober 2008
Brummer war 24 Jahre lang 1. Bürgermeister von Bad Birnbach. Während seiner Amtszeit (1984–2008) entwickelte sich der Ort zu einem der führenden Fremdenverkehrsorte in Bayern. In Anerkennung und als Dank aller Bürger für ein in Gesinnung und Tat beispielhaftes Verhalten gegenüber dem Markt Bad Birnbach wurde er zum Ehrenbürger ernannt.
5. Manfred Hölzlein (* 29. April 1942)
Bezirkstagspräsident
Verleihung am 21. September 2013
Hölzlein wurde für sein 35-jähriges Wirken für Bad Birnbach in Anerkennung seiner Verdienste in der Zeit von 1978 bis 1986 als Verbandrat im Zweckverband Thermalbad Birnbach und von 1998 bis 2013 als Bezirkstagspräsident und Vorsitzender des Zweckverbandes Thermalbad Birnbach, zum Ehrenbürger des Marktes zu ernannt. Herr Hölzlein prägte während dieser Zeit maßgebend die Entwicklung der Rottal Terme und des Fremdenverkehrs in Bad Birnbach.
6. Josef Hasenberger
Marktgemeinderat und Bürgermeister
Verleihung am 26. Oktober 2021
Hasenberger wurde für wirken als Marktgemeinderat und Bürgermeister zum Ehrenbürger des Marktes zu ernannt. Er hat 12 Jahre Marktgemeinde und Verwaltungsgemeinschaft geführt.